# Tillinae
Sous-famille
Les Tillinae sont une sous-famille d'insectes coléoptères de la famille des Cleridae.

## Genres
Araeodontia - 
Bogcia - 
Bostrichoclerus - 
Callotillus - 
Cymatodera - 
Cymatoderella - 
Denops - 
Diplocladus - 
Falsoorthrius - 
Gastrocentrum - 
Isocymatodera - 
Lecontella - 
Mimorthrius - 
Monophylla - 
Neocallotillus - 
Pallenis - 
Philocalus - 
Spinoza - 
Strotocera - 
Tillus - 
Tilloidea - 
†Prospinoza

### Liste des genres en Europe
- Denops Fischer von Waldheim, 1829
- Flabellotilloidea Gerstmeier et Kuff, 1992
- Teloclerus Schenkling, 1903
- Tilloidea Laporte de Castelnau, 1832
- Tillus Olivier, 1790